# Ásmundur
Cette page présente le prénom Ásmundur ainsi que ses variantes.
Ásmundur est un prénom masculin islandais dérivé du vieux norrois Ásmundr, composé des éléments Ás « Ases », et mundr « protection ».
Le prénom Ásmundur est à l'origine du patronyme islandais Ásmundsson signifiant « Fils d'Ásmund(ur) ».

## Personnalités portant ce prénom
- Ásmundur Ámundsson dit Asmundur Loptson (en) (1885–1972), figure politique américaine du Saskatchewan d'origine islandaise ;
- Ásmundur Einar Daðason (1982–), homme politique islandais ;
- Ásmundur Friðriksson (1956–), homme politique islandais ;
- Ásmundur Sveinsson (1896–1982), sculpteur islandais.
- Pour l'ensemble des articles sur les personnes portant ce prénom, consulter :
  - la liste des articles dont le titre commence par ce prénom
  - les listes produites par Wikidata : Liste des personnes de prénom « Ásmundur » — même liste en incluant les éventuels prénoms composés qui contiennent « Ásmundur ».